# نینا کریستن
نینا کریستن (انگلیسی: Nina Christen؛ زادهٔ ۷ فوریهٔ ۱۹۹۴) تیرانداز اهل سوئیس است.
وی در مسابقات کشوری و بین‌المللی در مجموع برندهٔ ۱ مدال برنز شده‌است.